# Фрассо-Телезіно
Фрассо-Телезіно (італ. Frasso Telesino) — муніципалітет в Італії, у регіоні Кампанія, провінція Беневенто.
Фрассо-Телезіно розташоване на відстані близько 190 км на південний схід від Рима, 45 км на північний схід від Неаполя, 21 км на захід від Беневенто.
Населення — 2358 осіб (2014).
Щорічний фестиваль відбувається 16 лютого. Покровитель — Santa Giuliana di Nicomedia.

## Демографія
Населення за роками:

Станом на 1 січня 2023 року в муніципалітеті офіційно проживало 39 іноземців з 20 країн, серед них 5 громадян країн Євросоюзу та 3 громадяни України.

## Сусідні муніципалітети
- Каутано
- Дуджента
- Меліццано
- Сант'Агата-де'-Готі
- Солопака
- Токко-Каудіо
- Вітулано